# Michael Lerner
Michael Charles Lerner (født 22. juni 1941, død 8. april 2023) var en amerikansk skuespiller, kendt bl.a. for sin rolle som filmproduceren Jack Lipnick i Coen-brødrenes Barton Fink, for hvilken han blev nomineret til en Oscar for bedste mandlige birolle.

## Filmografi i udvalg
- Postbudet ringer altid to gange (1981)
- Barton Fink (1991)
- Godzilla (1998)
- A Serious Man (2009)

## Ekstern henvisning
- Michael Lerner på Internet Movie Database (engelsk)
- Michael Lerner på Scope
- Michael Lerner på Svensk Filmdatabas (svensk)
- Michael Lerner på AlloCiné (fransk)
- Michael Lerner på AllMovie (engelsk)
- Michael Lerner på The Movie Database (engelsk)